# Harfa haczykowa
Harfa haczykowa – odmiana harfy znana w połowie XVII w. wynaleziona w Tyrolu. Posiadała system haczyków umieszczony w szyjce harfy, które w razie potrzeby skracały strunę i podwyższały dźwięk o pół tonu. Dzięki tej innowacji instrument zyskał możliwości modulacyjne i mógł występować wraz z orkiestrą.
Harfa haczykowa posiada strój Es-dur (c-moll). W celu zmiany tonacji na C-dur (a-moll) należy podnieść haczyki na strunach Es, As i B.